# Ambassis interrupta
Ambassis interrupta es una especie de pez del género Ambassis, familia Ambassidae. Fue descrita científicamente por Bleeker en 1853.
Se distribuye por Asia: archipiélago indoaustraliano que incluye Indonesia, Filipinas, Borneo, Java, Nueva Guinea, Vanuatu, Nueva Caledonia, hasta el norte de Australia y el mar de Andamán. La longitud total (TL) es de 12 centímetros. Habita en aguas salobres, manglares y arroyos de agua dulce.
Está clasificada como una especie marina inofensiva para el ser humano.